# Hattstedt
Hattstedt est une commune allemande de l'arrondissement de Frise-du-Nord, Land de Schleswig-Holstein.

## Géographie
Hattstedt se situe dans le Geest du Schleswig.
|            | Hattstedtermarsch |          |
| Wobbenbüll | Hattstedt         | Horstedt |
|            | Husum             |          |

Hattstedt se trouve le long de la Bundesstraße 5 et de la ligne de Westerland à Elmshorn.

## Histoire
Hattstedt est mentionné pour la première fois en 1231 sous le nom de "Hattastath" dans le Liber Census Daniæ.
Lors de l'inondation de la Saint-Marcel en 1362, l'eau vient loin dans les terres. En 1460, une digues est construite, elle est remplacée par la Hattstedter Alter Koog en 1803.
En 1933, on bâtit une colline pour qu'elle soit au-dessus du geest. La partie orientale non bâtie est utilisée pour le pâturage. Depuis 1988, c'est une zone protégée pour sa végétation.

## Personnalités liées à la commune
- Johannes Saxonius (1507 ou 1508-1581), humaniste.
- Theodor Storm (1817-1888), écrivain.
- Lothar Hay (1950-), homme politique né à Hattstedt.